# Luigi Bellotti
Luigi Bellotti (* 17. März 1914 in Verona, Italien; † 23. September 1995) war ein italienischer Geistlicher, römisch-katholischer Erzbischof und Diplomat des Heiligen Stuhls.

## Leben
Luigi Bellotti empfing am 11. Juli 1937 das Sakrament der Priesterweihe für das Bistum Verona.
Am 18. Juli 1964 ernannte ihn Papst Paul VI. zum Titularerzbischof von Voncariana und bestellte ihn zum Apostolischen Delegaten in der Zentralafrikanischen Republik. Der Bischof von Verona, Giuseppe Carraro, spendete ihm am 4. Oktober desselben Jahres die Bischofsweihe; Mitkonsekratoren waren der Erzbischof von Lanciano und Ortona, Pacifico Maria Luigi Perantoni OFM, und der Bischof von Foggia, Giuseppe Lenotti.
Am 27. November 1969 wurde Luigi Bellotti Apostolischer Pro-Nuntius in Uganda. Paul VI. ernannte ihn am 2. September 1975 zum Apostolischen Nuntius in Uruguay. Luigi Bellotti wurde am 27. Oktober 1981 Apostolischer Pro-Nuntius in Finnland und Island sowie Apostolischer Delegat in Skandinavien. Am 2. Oktober 1982 wurde er zudem Apostolischer Pro-Nuntius in Dänemark, Schweden und Norwegen. Im Oktober 1985 trat Bellotti von diesen Ämtern zurück.
Luigi Bellotti nahm an der dritten und vierten Sitzungsperiode des Zweiten Vatikanischen Konzils teil.